# Occabe
Occabe lub Okabe – szczyt w Pirenejach. Leży w południowej Francją, w departamencie Pireneje Atlantyckie), blisko granicy z Hiszpanią. Należy do Pirenejów Zachodnich.